# 音戸大橋

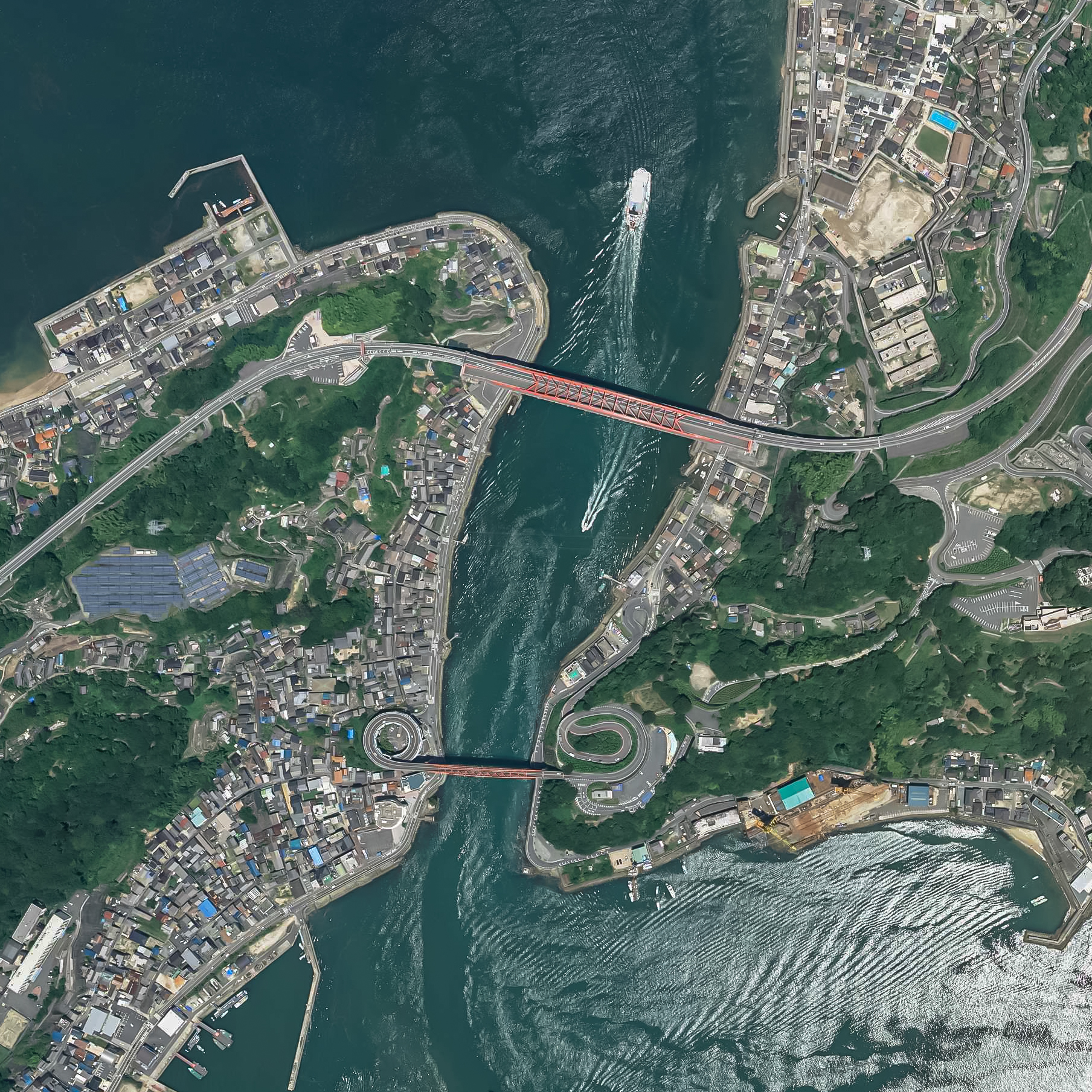
音戸大橋（下方）、第二音戸大橋（上方）
倉橋島（左側）と本州(右側)
瀬戸の音戸の空中写真（2018年）

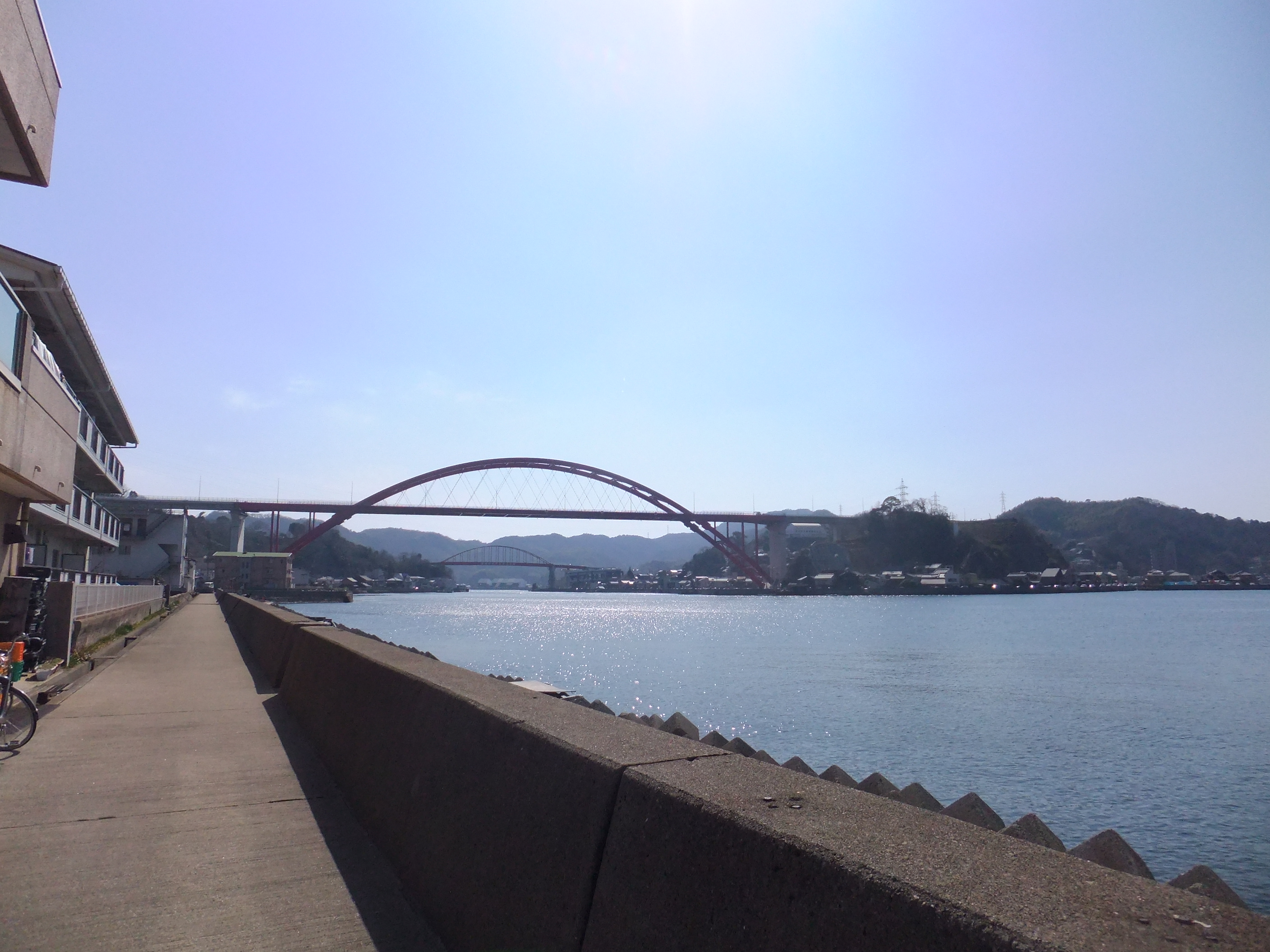
呉本土側から南を撮影。奥が音戸大橋、手前が第二音戸大橋。

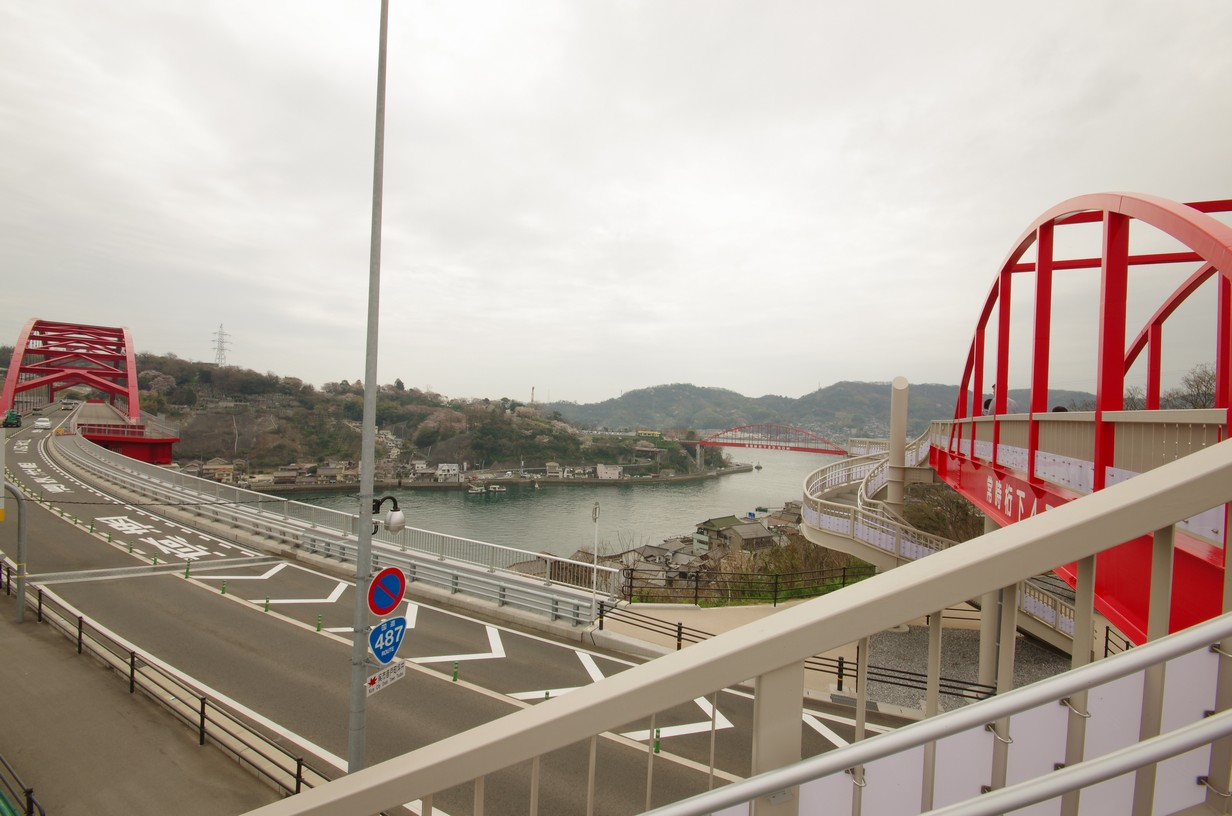
第三音戸大橋から望む、音戸大橋（奥）と第二音戸大橋（左）。

音戸大橋（おんどおおはし）は、広島県呉市の本土と倉橋島（旧安芸郡音戸町）を結ぶ道路橋。
なお、昭和年代にかけられた「音戸大橋」と平成年代にかけられた「第二音戸大橋」の2つのアーチ橋があり、ここでは双方共に記載する。

## 地理
狭いところで幅約90 mの「音戸の瀬戸」と呼ばれるこの海峡は、平安時代に日宋貿易の航路として、1167年（永万元年）、平清盛が沈む夕日を扇で招いて1日で開削したとの伝承「日招き伝説」が残る、古くからの交通の要所である。船の往来も激しく、現在でも1日あたりの船舶通行量が約700隻と、最小可航幅60 mの航路に排水量1000トン級の大型船舶も通る、“瀬戸内銀座”あるいは“瀬戸内海の難所”と呼ばれる海峡である。
江戸時代からこの海峡を渡る手段として、「音戸渡船」と呼ばれる、片道運航距離120 mの日本で最も短い有料渡し船の便が存在した。しかし、2021年（令和3年）に台風9号や悪天候の影響を受け2隻の船が相次いで故障し、同年7月中旬から運休が続いていたが、再開の見込みがたたないとして船頭が継続断念を決意、同年10月末で、日本で最も短い定期航路としての幕を閉じた。
明治以降、呉市は大日本帝国海軍呉鎮守府の拠点として栄え、現在は周囲の島々に海上自衛隊呉地方隊の施設が点在する。また、呉は呉海軍工廠からの流れをくむ重工業地域でもある。対岸の倉橋島の経済活動は本州側の呉市に依存しており、島民は市内へ通勤・通学するために渡峡を繰り返し、その渡船はピーク時で1日250往復していた記録が残る 。一方で1932年（昭和7年）には、島と鍋桟橋を結ぶ汽船が沈没。死者・行方不明者29人を出す海難事故も発生した。事故の原因は、定員23名の小型船に6倍近くの137人が乗ったことによるものであった。
こうした状況の中、1961年（昭和36年）、瀬戸内海における初めての離島架橋事例として「音戸大橋」が架けられ、その後50年が経過したことにより、交通量増大とそれに伴う慢性的な交通渋滞に対応するため、警固屋音戸バイパスが整備され、2013年（平成25年）、「第二音戸大橋」が架けられた。2橋間の距離は南北に約350 m。
この橋は本土と呉市周辺の瀬戸内海の島々を結ぶ橋の出発点にあたり、能美島とはこの橋と早瀬大橋で、広島県最南端の有人島である鹿島とは、この橋と堀切橋・鹿島大橋で結ばれている。
周辺は観光地として整備されている。音戸大橋の本土側には約8,300本のツツジが植栽され、開花時期にあたるゴールデンウィークには見物客でにぎわう。第二音戸大橋の島側は「日招き広場」が整備されている。一方で、（初代）音戸には整備されていなかった歩道が第二音戸では整備されたため、音戸渡船の利用者が減少する可能性があるとして、地元から渡船支援の声が挙がった（音戸渡船は2021年10月をもって廃止された）。

## 音戸大橋

### 概要
1961年（昭和36年）12月3日開通。総工事費3億6200万円。1961年全建賞道路部門受賞。
工事は日本道路公団によるものであり、開通時は道路公団が管理する有料道路であった。建設費の償還残りを広島県が補填し、1974年（昭和49年）8月1日から無料化され、現在は県が管理している。なお開通当時は警固屋側道路の頂上部に料金所が設置され、1974年無料化直前当時の通行料金は普通自動車120円、バス200円、自転車10円、歩行者5円だった。
当時としては画期的な橋であったが、のち交通量の増加に対応できず渋滞に悩まされることになり、さらに歩道が整備されていない問題点もあった。これが第2音戸大橋架橋理由の一つとなった。

### 諸元
- 路線名 : 国道487号[3]
- 総延長 : 1,184m[15]
- アーチ部
  - 橋長 : 172m[3][9]
  - 幅員 : 車道5.5m[3]
  - 橋梁形式 : 下路式鋼ランガー橋[3][9]
    - アーチスパン :114.88m[3][9]
    - アーチライズ : 17.0m[3]

  - 航路限界 : 23.5m[3][9]
- 高架橋
  - 橋種 : 2連半回り螺旋形 RC中空式単純床版橋（RC単径間連続ラーメン橋脚）[9]
  - 延長 : 434m[3][9]
    - 橋梁301.6m + 道路132.4m[9]

  - 幅員 : 車道9.5m[3]
  - 中心線半径 : 24m[9]
  - 縦断勾配 : 5.7%[9]
- 施工
  - アーチ部および取付部 - 呉造船所（現IHI）[16]
  - 下部工および高架橋 - 大林組[17]

### 特徴

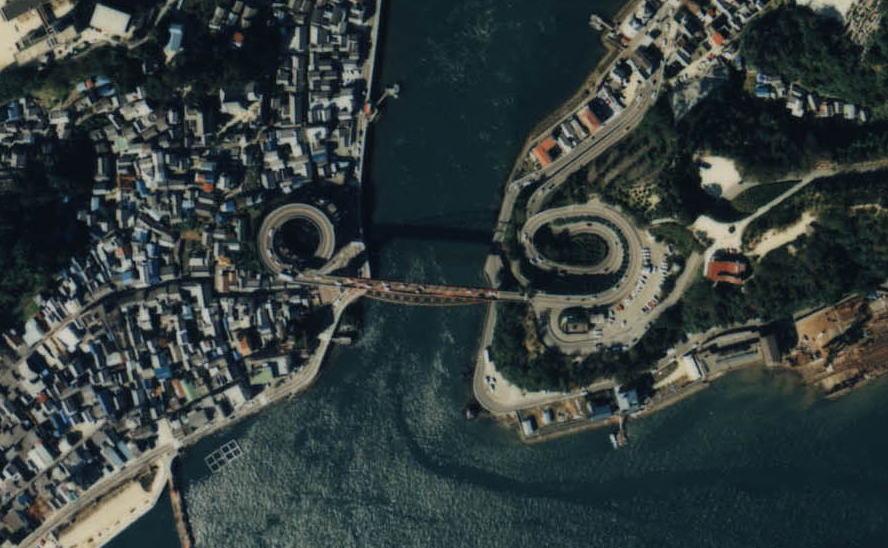
1988年。右が警固屋（呉市本土）、左が音戸町（倉橋島）。右側警固屋のループ線頂上付近の広地に昔は料金所が設けられていた。

音戸の瀬戸は、大型船舶も通る海峡である。そのため、大きな桁下制限が設定され、航路を確保する都合上、海峡中央に橋脚を建設することが出来ず、さらに問題となったのが倉橋島側は用地が少ないことであった。
そこで考えられたのが、倉橋島側を螺旋状の高架橋とすることだった。この高架橋は当時前例のない規模で、日本でも初施工で世界的なレベルでも珍しかったことから、大阪市此花区の埋立地に実物大の走路モデルを作り載荷実験や運転性を確かめている。反対側の警固屋側は地形を活かし、橋1つを含む変則二重ループ線とした。
主径間の橋梁形式は、最終案として鋼橋（ランガー橋）とPC橋（ディビダーク工法）の2案に絞られたが甲乙つけがたかったため、設計付入札を行い総合的に評価した結果、ランガー橋に決定した。完成当時としては日本最長のランガー橋であった。なお当時はフローティングクレーンでの一括架設は技術的に無理だった時代であったことから、この橋はケーブルエレクション工法により架設している。
塗装の朱赤は、共に平清盛と関係深い厳島神社の大鳥居の色に合わせている。

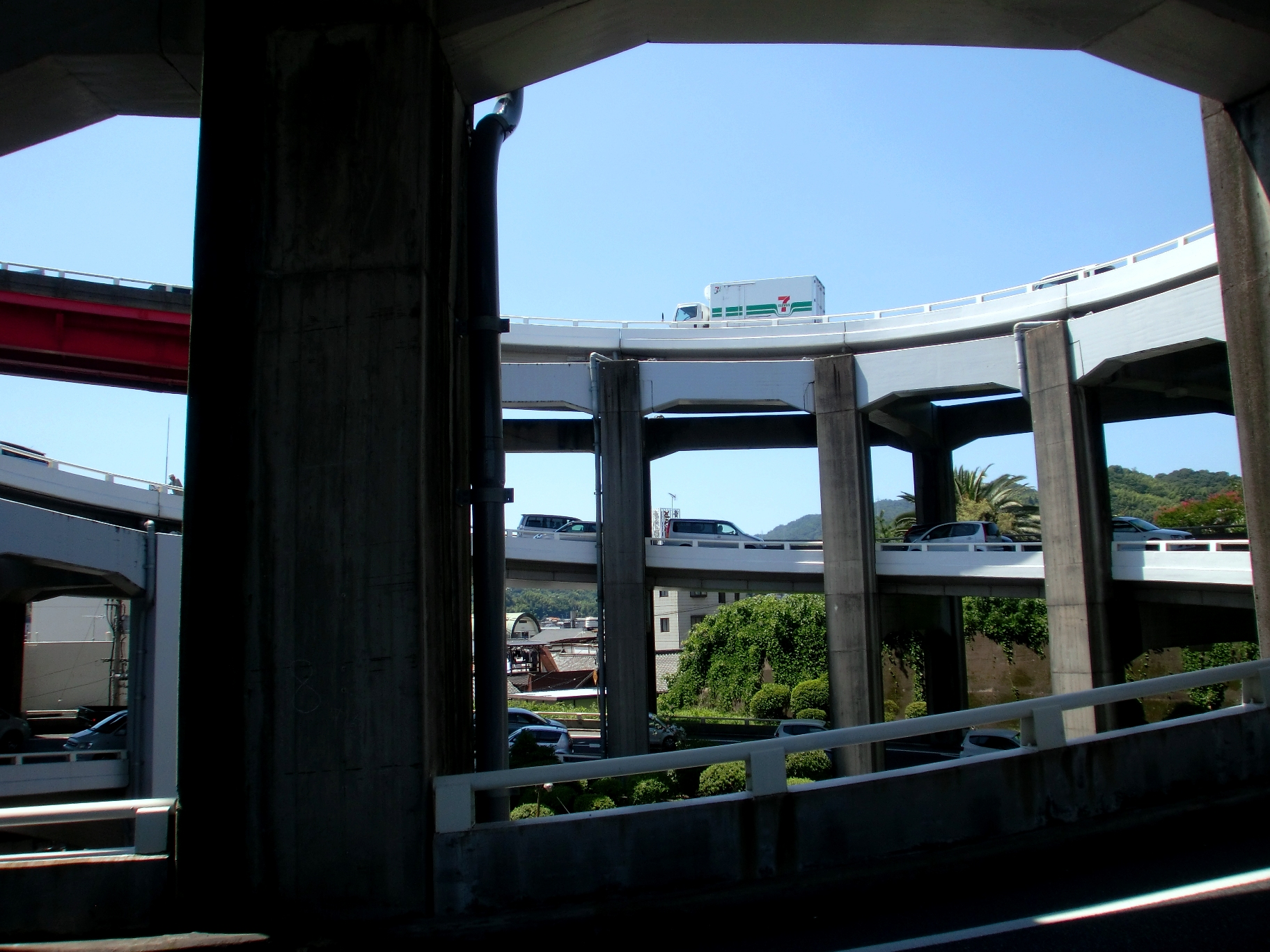
音戸側高架橋。
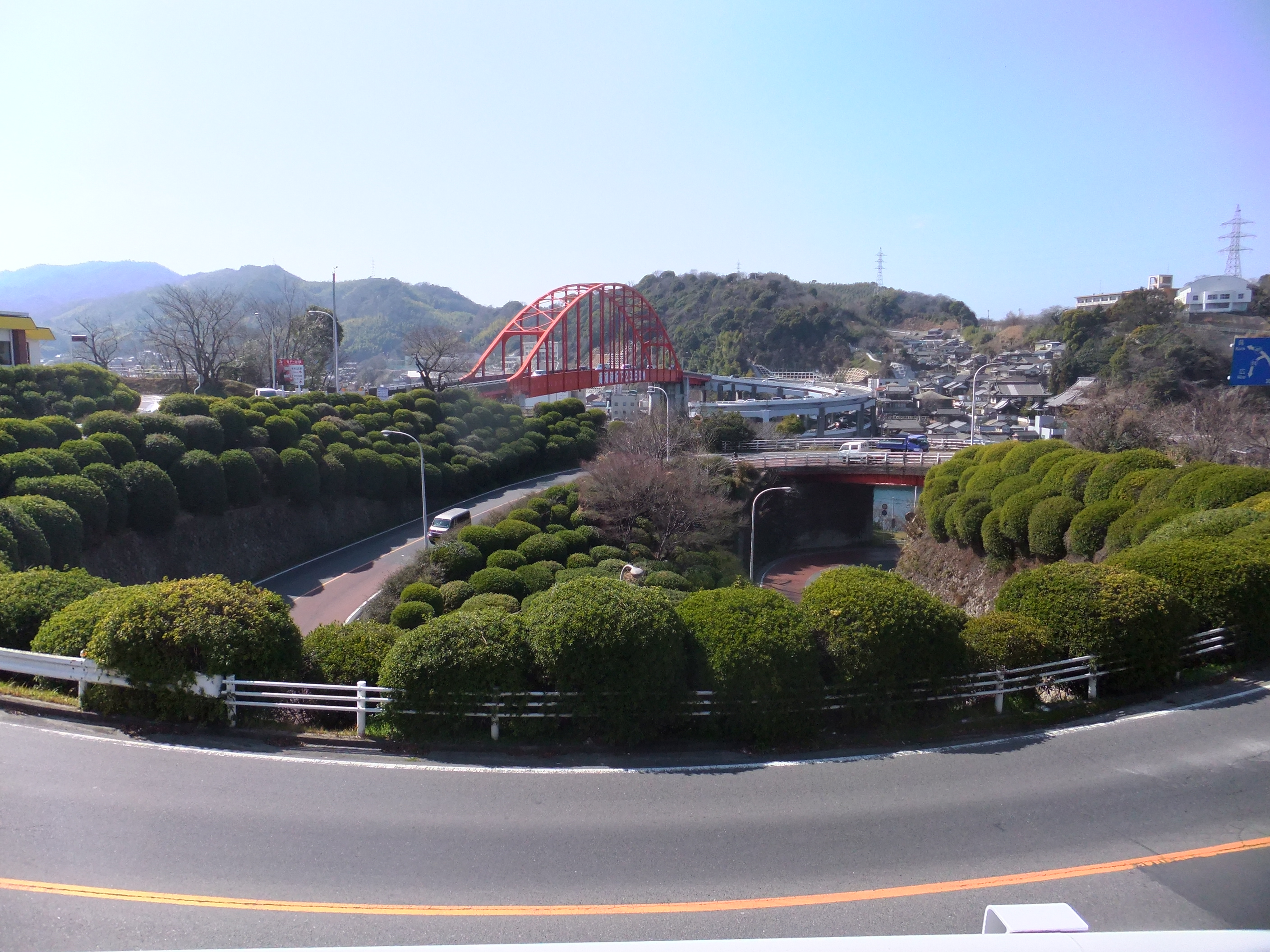
警固屋側ランプ。

## 第二音戸大橋

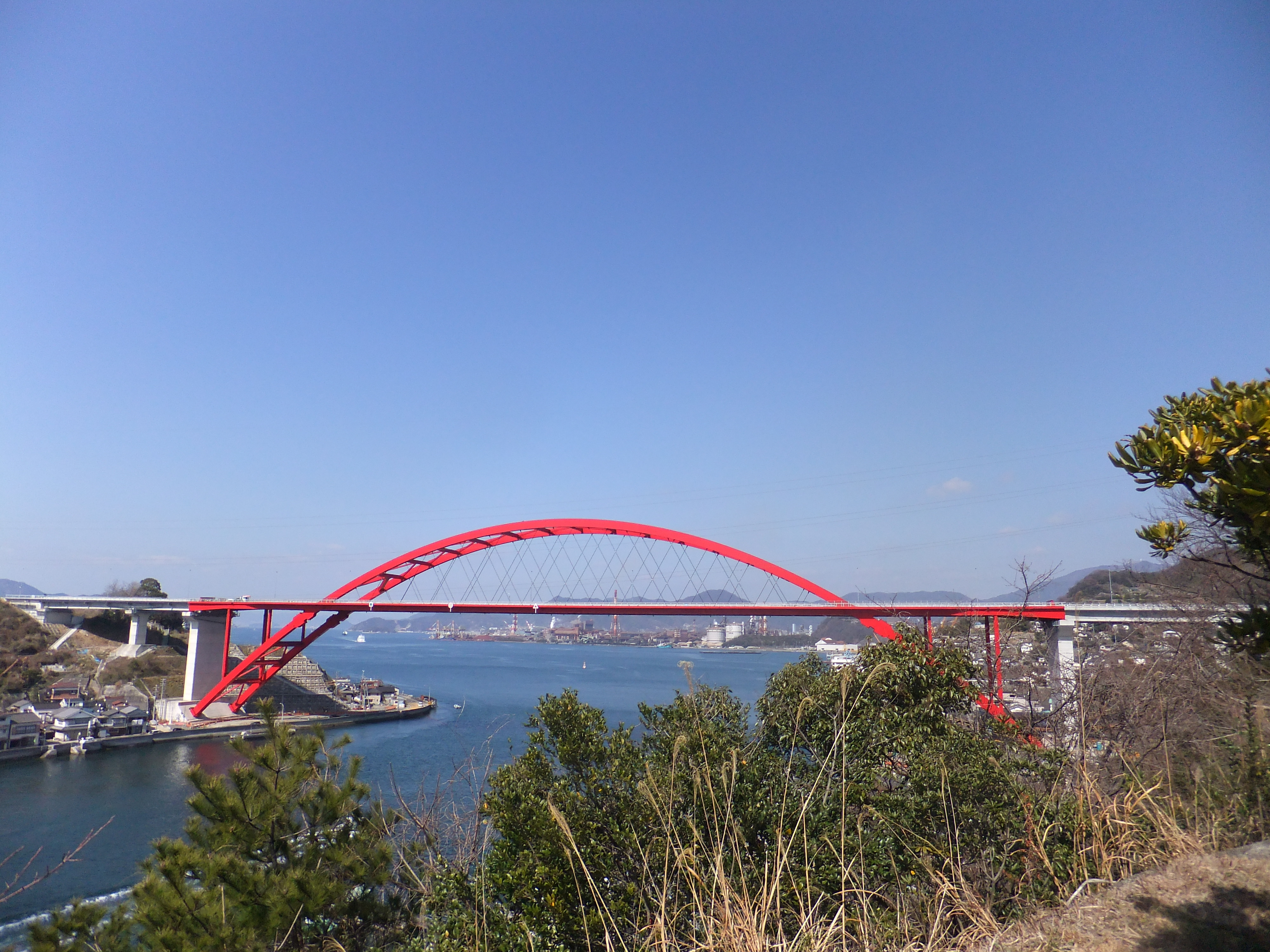
警固屋側の南方向から撮影。

### 概要
2013年（平成25年）3月27日開通。総工事費約80億円。愛称は「日招き大橋」。一般国道487号警固屋音戸バイパス整備に伴い架橋された。2012年（平成24年）土木学会田中賞作品部門受賞、同年全建賞道路部門受賞。
完成年度現在で、広島空港大橋・新木津川大橋・大三島橋に次いで全国4番目の長さのアーチ橋になる（夢舞大橋と同支間長）。
日没から午後10時までLED照明でライトアップされている。

### 諸元
- 路線名 : 国道487号警固屋音戸バイパス[11]
- 橋長 - 492m[11][12]
- 幅員 - 車道2@7.0m + 歩道2@2.0m[11]
- 橋梁形式 : 中路式鋼ニールセンローゼ固定アーチ橋[11][12]
  - アーチスパン - 280m[11][12]
  - アーチライズ - 65m[11][12]
- 航路限界 - 39.0m[11][12]
- 設計 - ヒロコン、中電技術コンサルタント[19]
- 施工
  - 上部工 - 中央支間 : IHI・川田工業・横河ブリッジJV、側径間 : 安部日鋼工業[12][19]
  - 基礎工 - オリエンタル白石・大之木建設JV、松本建設[19]
  - 側径間下部工 - 芳信建設、大之木建設[19]

### 特徴
橋梁形式選定にあたり、経済性だけでなく（初代）音戸大橋との景観性も加味した結果、ニールセンローゼ構造のアーチ橋に決定した。塗装の朱赤も音戸大橋と同色である。
耐震設計に際し、当初は1905年（明治38年）芸予地震を強振動の評価に用いていたが、その設計の最中である2001年（平成13年）芸予地震が起こり、データを検証した結果、妥当性が立証されることになった。
架橋工事は上記の通り、往来の激しい航路であったことに加え、この地は住宅地が密集しているため、工期短縮および細心の注意が払われた。また架設工法は、工事請負業者側から発注者である県にされた提案（橋梁工事としては国内初のVE提案）により工法を変更され、中央径間となる桁を現場近くの工場で造り、そこからフローティングクレーンで現場まで運ばれ、日本初施工例となるベント（仮受け台）を用いない「空中ジョイント一括架設工法」で結ばれた。この時吊り下げた桁は3,500t（ジャンボジェット9機分相当）もあり、国内最大級のFC船が導入され、早朝から運び出された桁は午前11時までには全ての作業が完了した。この一括架設工事は現場での見学があった他、インターネット中継で配信された。

## 歩道橋「第三音戸大橋」
2013年12月27日開通。正式名称は「坪井広場横断歩道橋」、通称「第三音戸大橋」。橋長14m、幅員2m、下を通る警固屋音戸バイパスから約5mの高さに位置する。
広島県は、第二音戸大橋の音戸町側を観光目的のコミュニティー広場兼通行止の際の転回場として整備し、その「坪井コミュニティ広場（日招き広場）」を繋ぐ歩道橋を設置することになった。当地に元々あった里道の代わりでもある。広場を含めた総事業費約1億800万円。
工事は県によるもので、呉市からの提案の結果「第三音戸大橋」としてイメージ化し、螺旋状の階段を用いたりするなど初代音戸大橋を似せて作られた。そのため一見アーチ橋に見えるが、アーチ部補剛材にあたる部分は構造的には荷重が作用していない所謂「装飾」であり、橋の分類としては桁橋にあたる。

## ギャラリー
音戸大橋

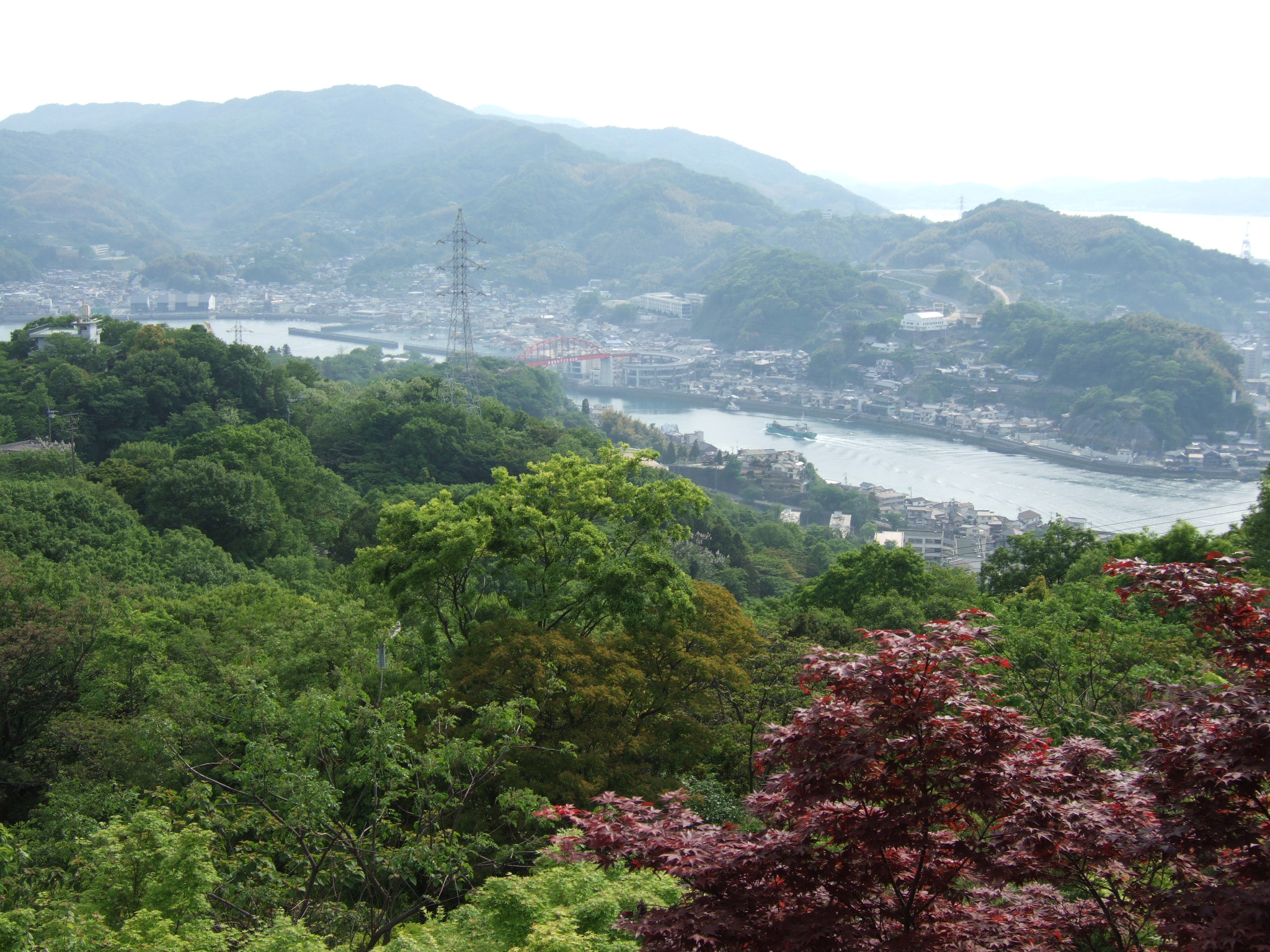
音戸の瀬戸と
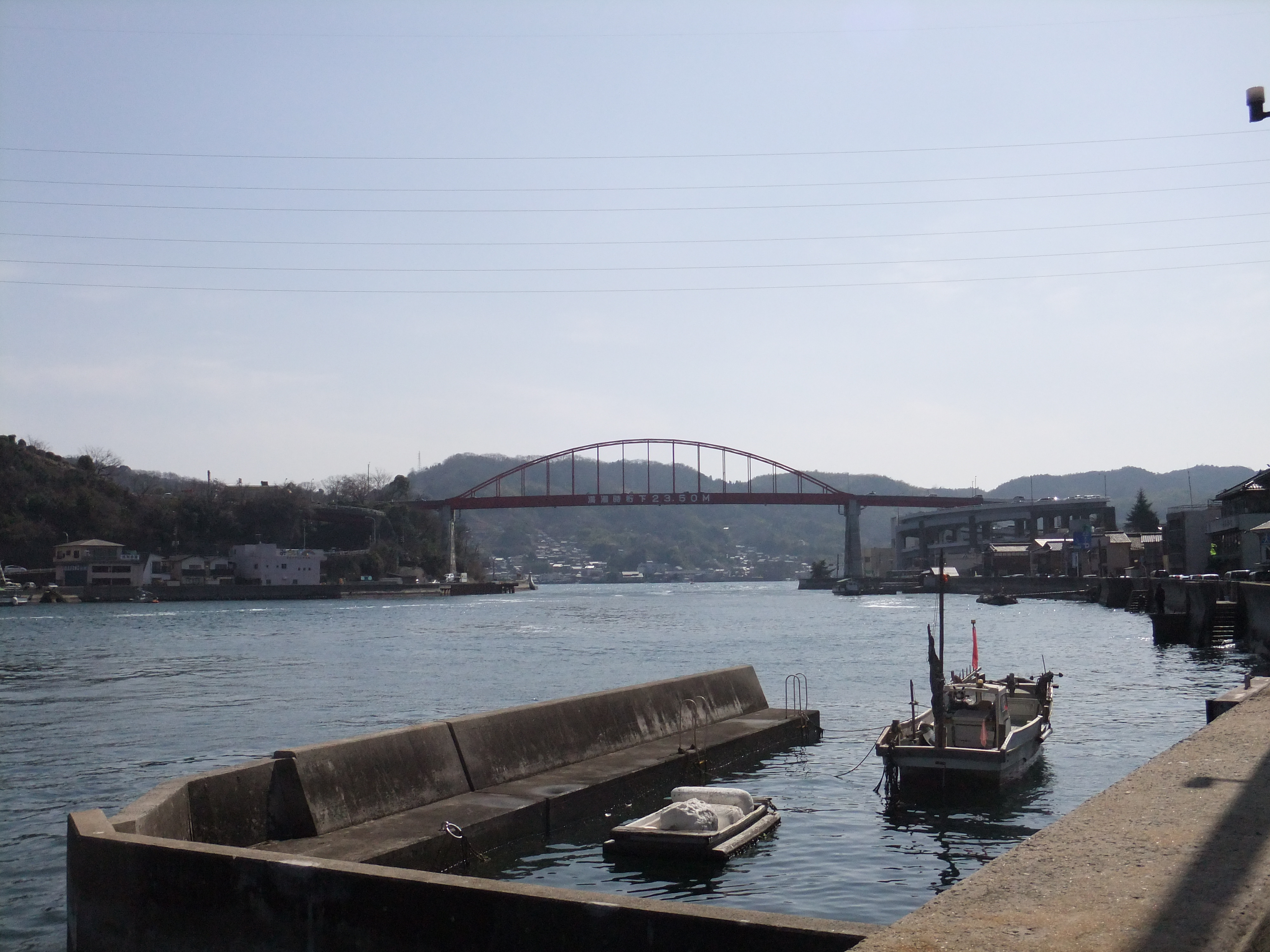
音戸側漁港から
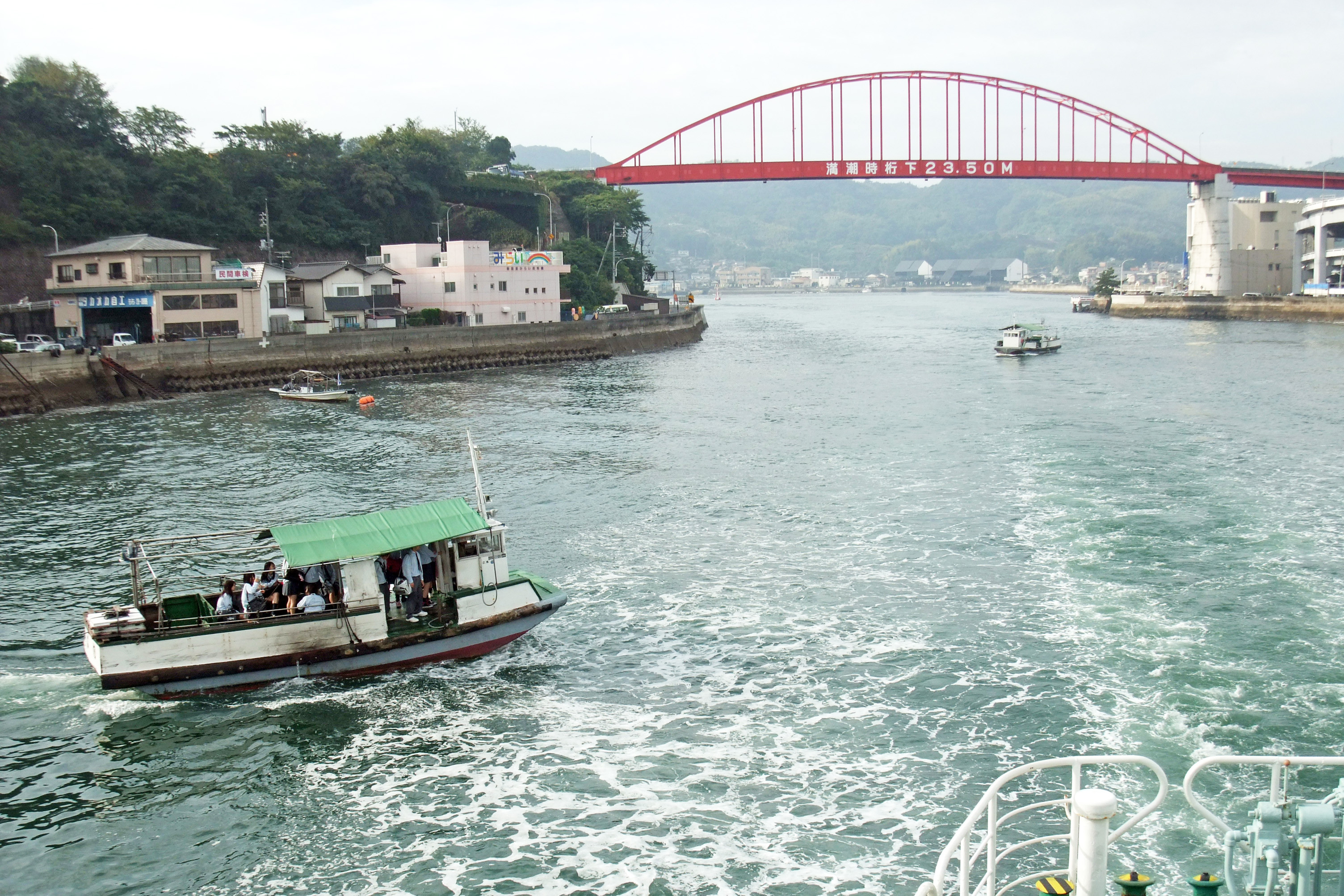
音戸渡船と
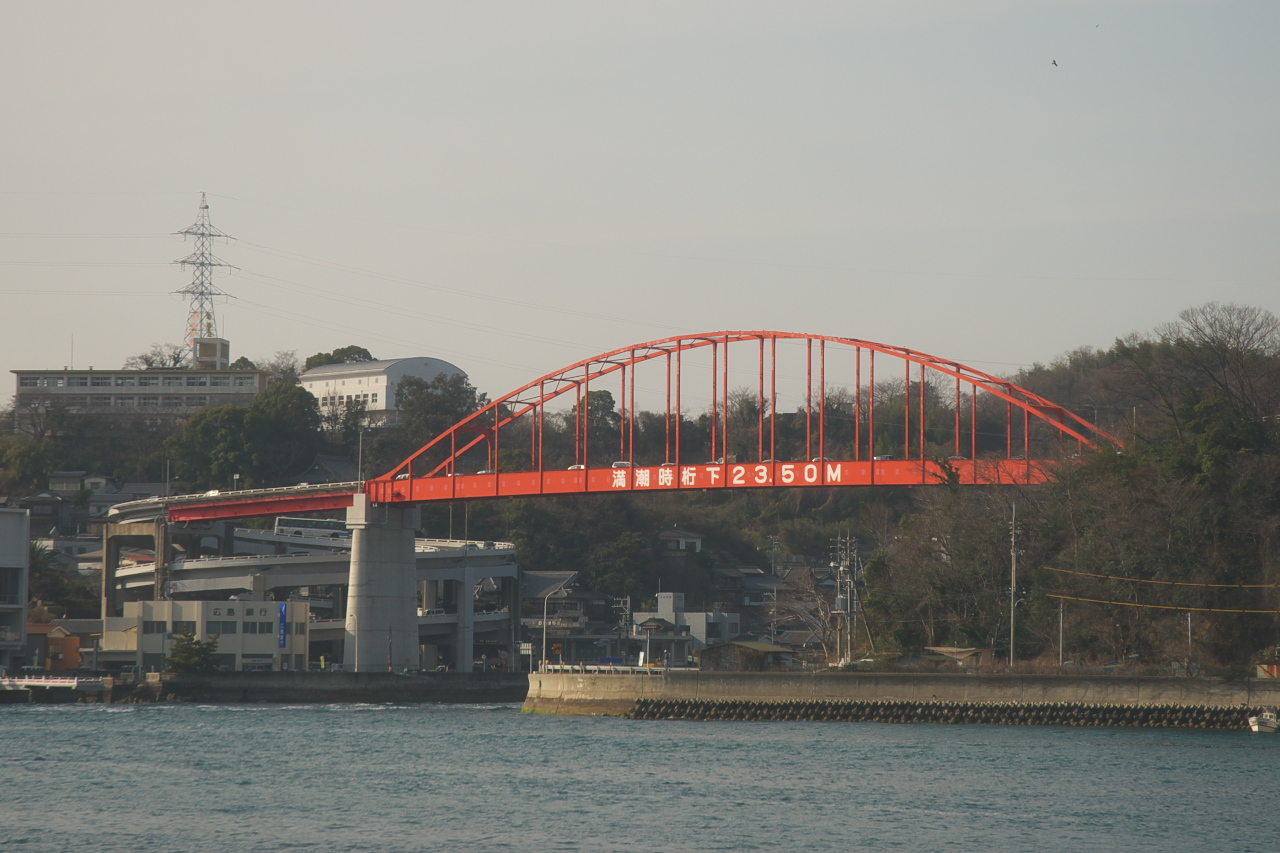
南側から撮影。

第二音戸大橋

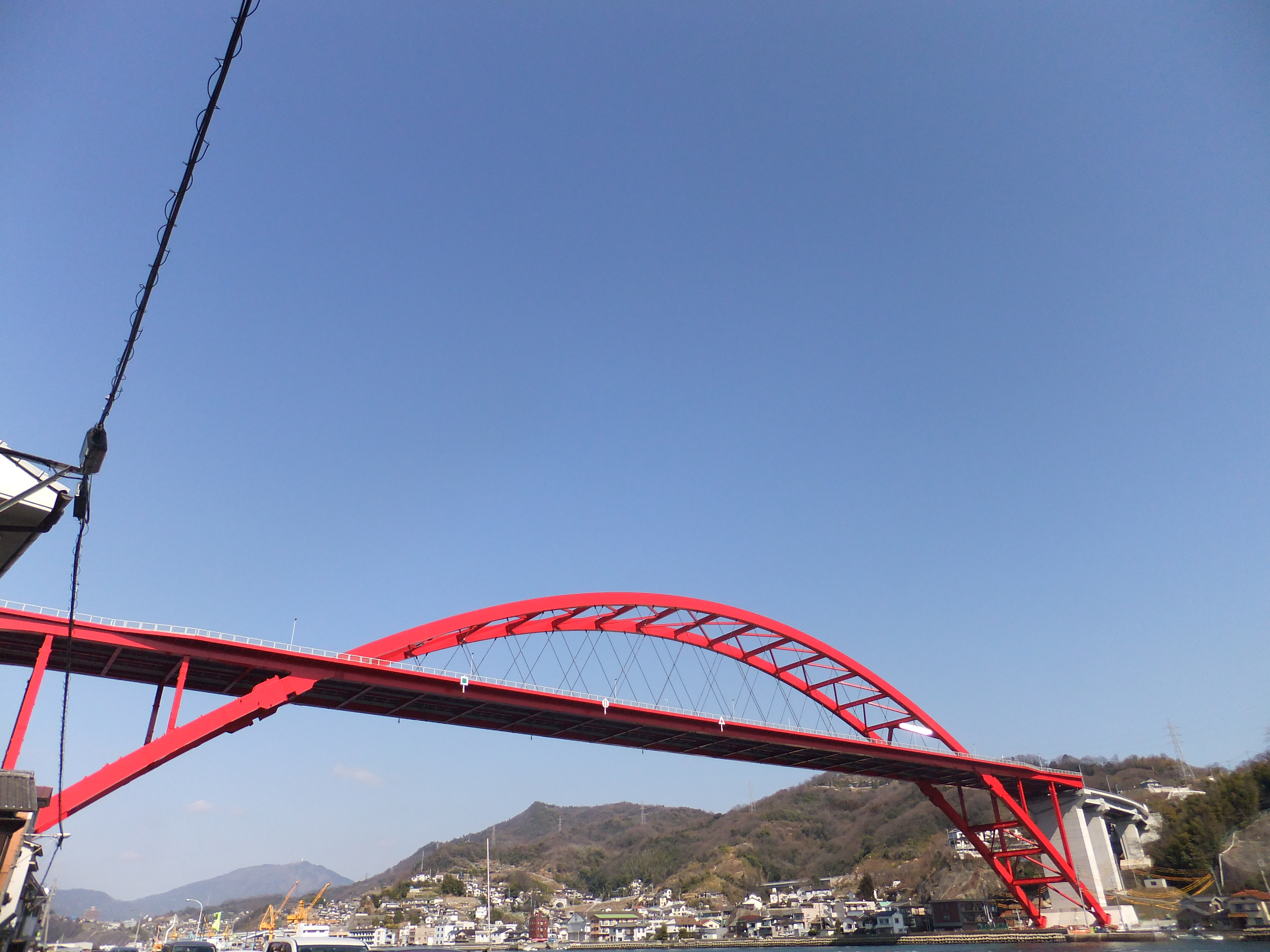
音戸町側より
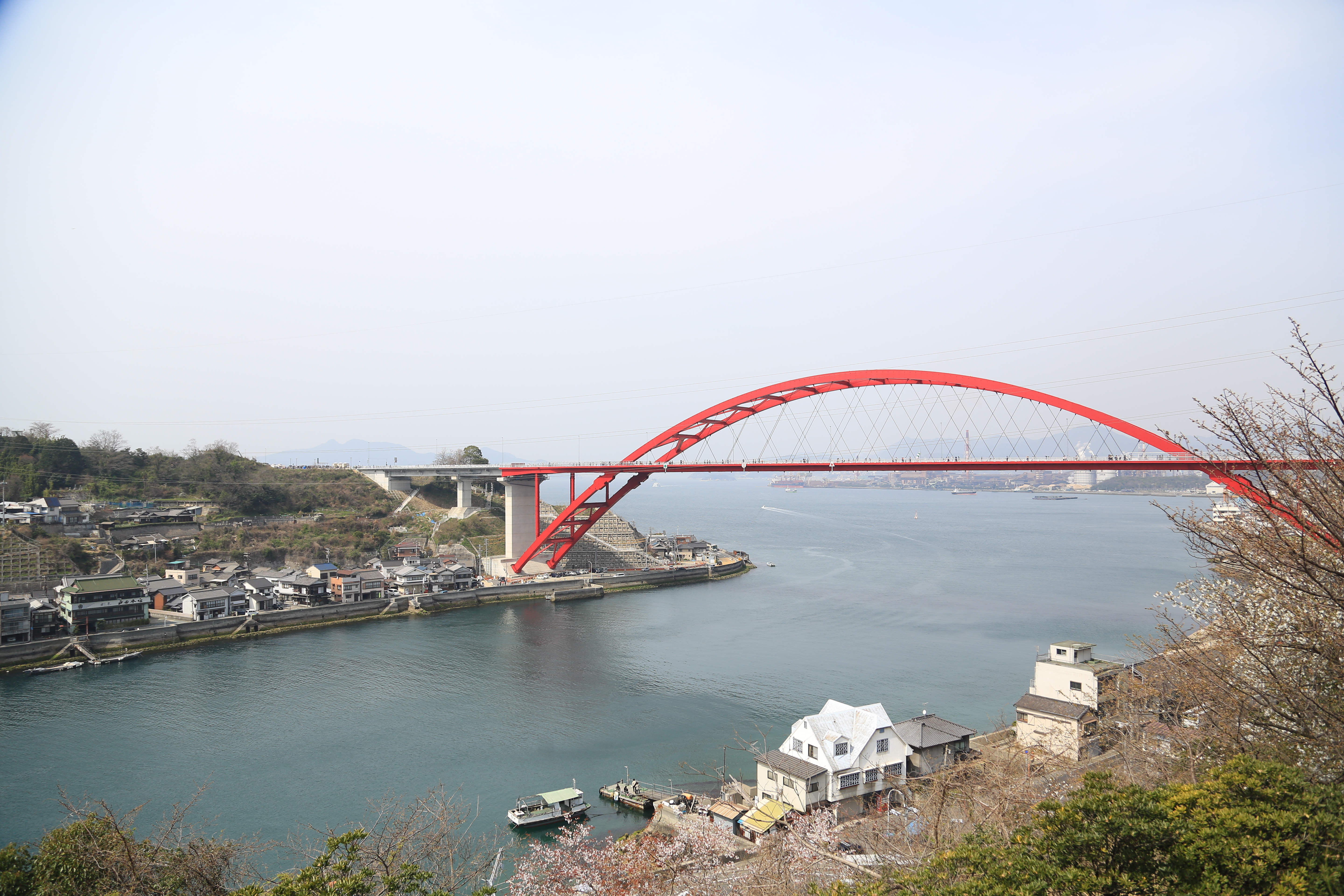
音戸渡船と
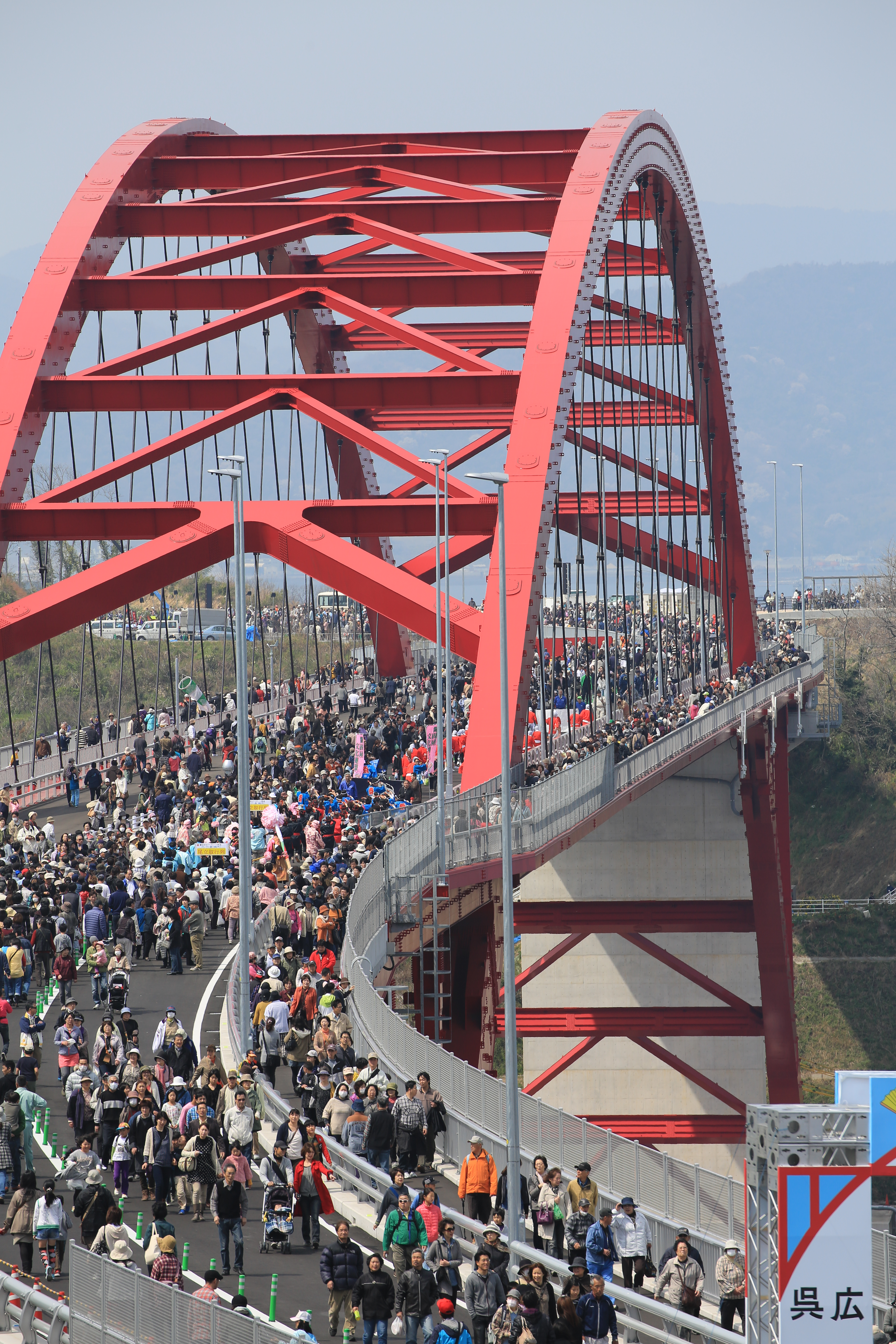
渡り初め

その他

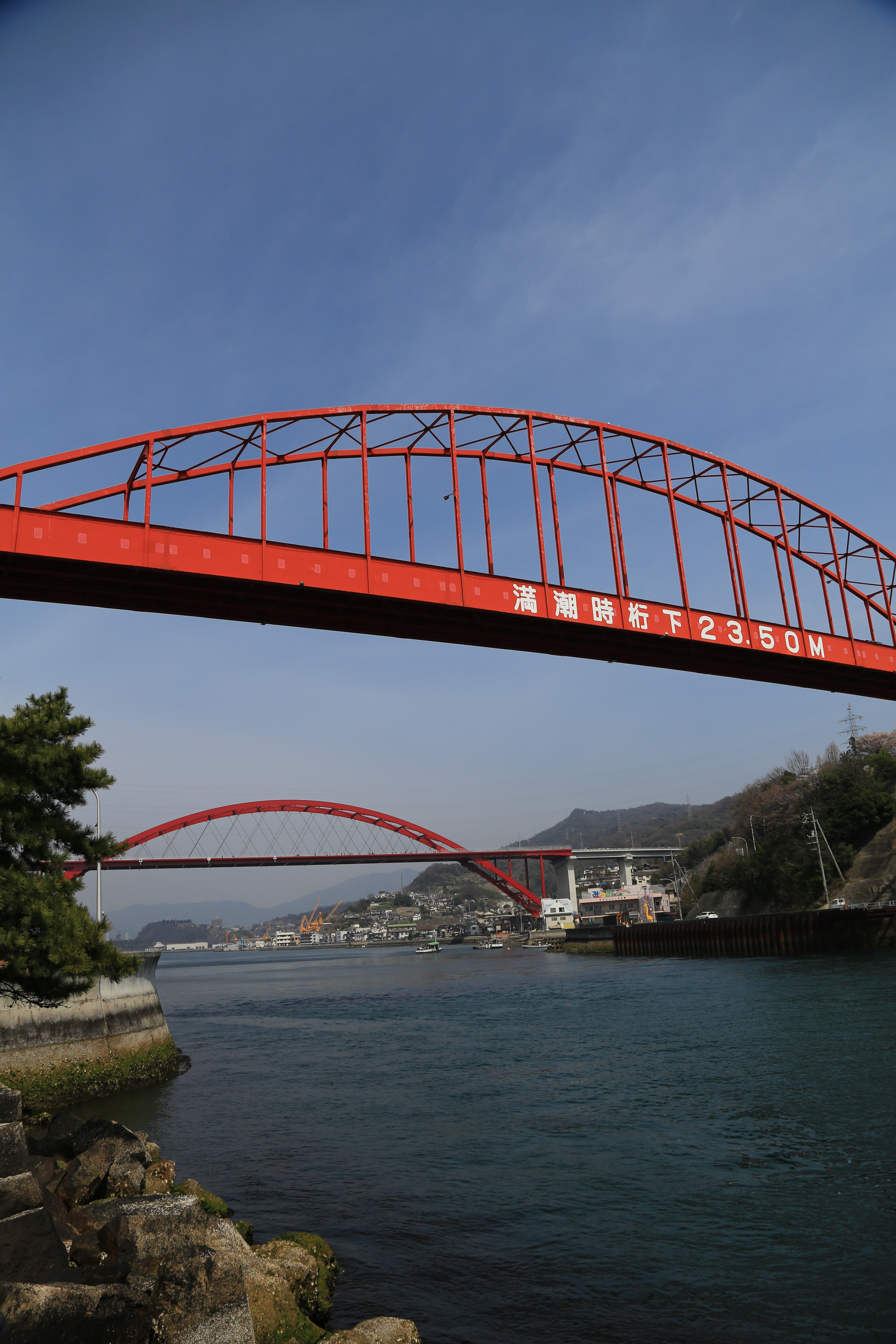
音戸大橋（手前）と第二音戸大橋（奥）。
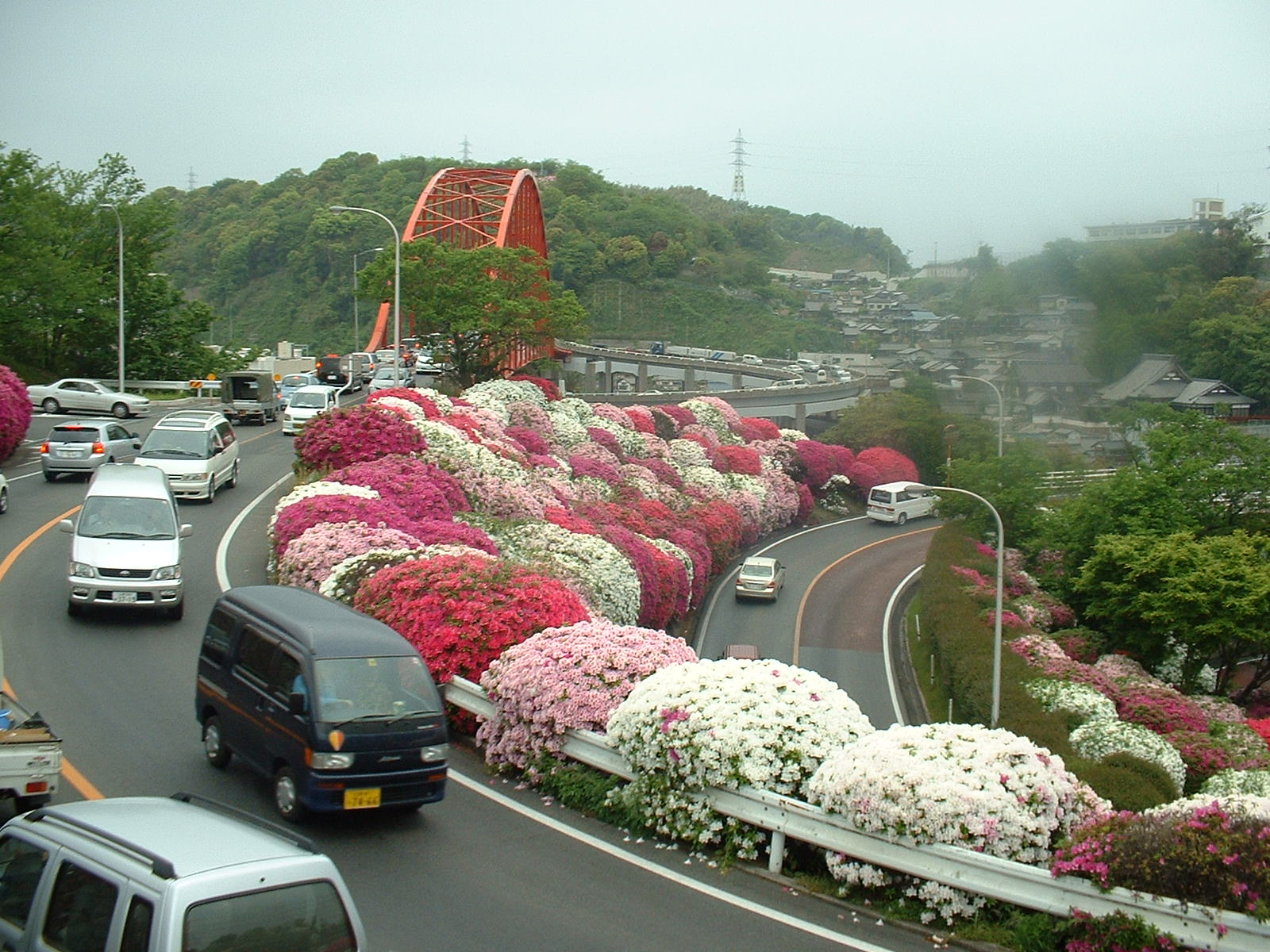
音戸大橋警固屋側ランプ。ツツジの開花時期に撮影。渋滞状況もわかる。
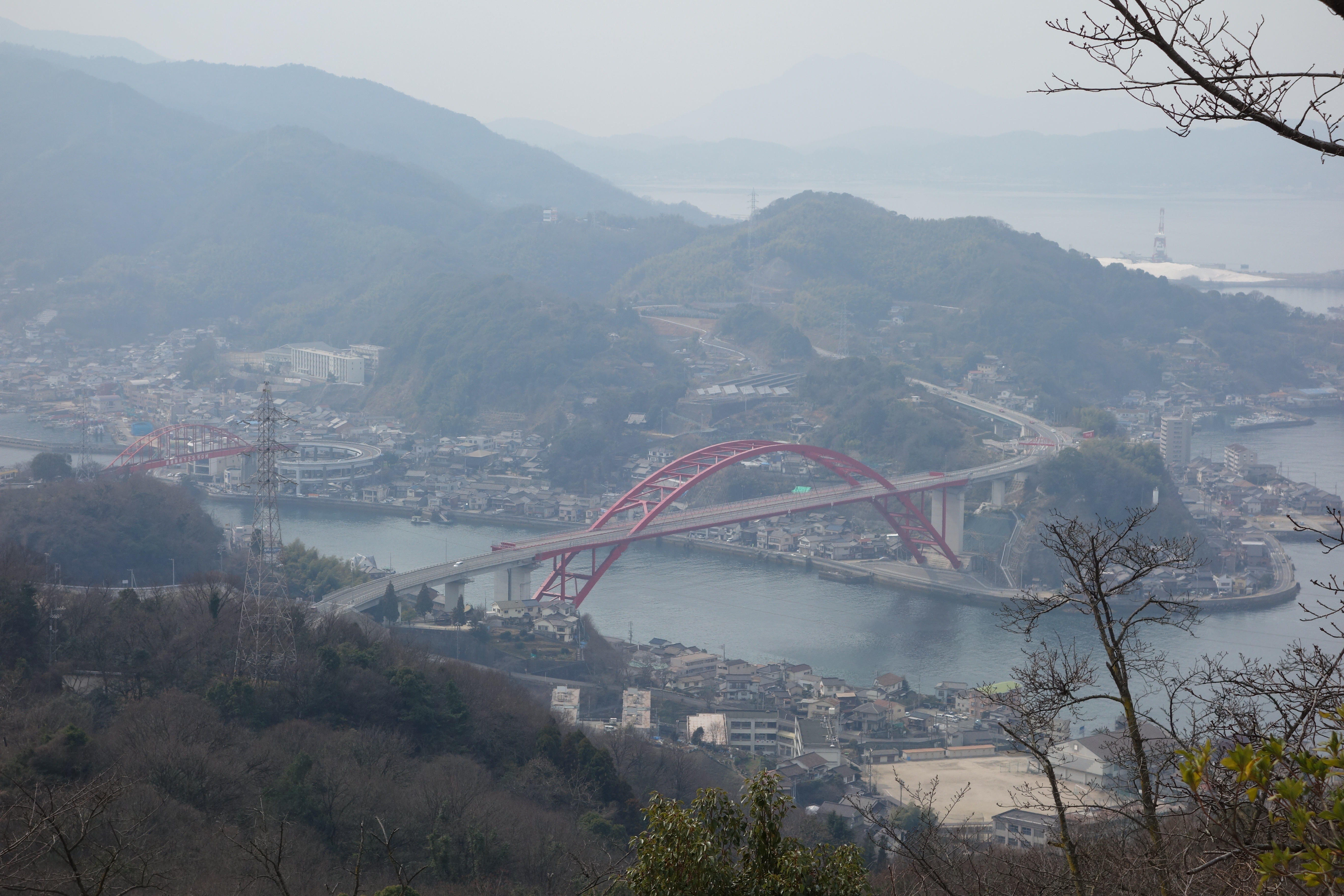
高烏台から撮影。音戸大橋(奥)と第二音戸大橋(手前)。

## アーチ橋データ
上記の橋3つの諸元をまとめる。数字単位はメートル。
|                                   | 音戸大橋       | 第二音戸大橋                               | 歩道橋         |
| --------------------------------- | -------------- | ------------------------------------------ | -------------- |
|                                   | 下を船舶が通る | 下を広島-松山（四国）間 を結ぶ定期船が通る | 下を国道が通る |
| 路線名                            | 国道487号      | 国道487号 警固屋音戸バイパス               | （横断歩道橋） |
| 交差物件                          | 音戸瀬戸       | 音戸瀬戸                                   | 国道487号      |
| 交差物件との高さ                  | 23.5           | 39.0                                       | 4.7            |
| 橋種                              | 下路式ランガー | 中路式ニールセンローゼ                     | （桁橋）       |
| 橋長                              | 172            | 292                                        | 14             |
| 幅員                              | 車道5.5        | 車道14.0+歩道4.0                           | 歩道2.0        |
| アーチスパン （支点間の長さ）     | 115            | 280                                        | -              |
| アーチライズ （支点と頂点の高さ） | 17             | 65                                         | -              |